# Региональная группировка войск Беларуси и России
Региональная группировка войск (РГВ) Белоруссии и России (бел. Рэгіянальная групоўка войск Беларусі і Расіі), также Региональная группировка войск Союзного государства (бел. Рэгіянальная групоўка войск Саюзнай дзяржавы) — совместное объединение Вооружённых сил Республики Беларусь и Российской Федерации. Является главным военным инструментом Союзного государства в деле обеспечения обороны. Компоненты контингента начали функционировать в 2000 году, но сами силы развернули в 2022 году.

## История
С начала 1990-х годов Белоруссия и Россия развивали двухстороннее сотрудничество в военной сфере, чему способствовало членство двух государств в ОДКБ и Союзном государстве. Вопрос консолидации оборонных потенциалов встал практически сразу. Причинами тому послужили схожие векторы внутреннего и внешнего развития стран, единство армейских стандартов и военных арсеналов.
Впервые регламентирование РГВ было прописано в Соглашении 1997 года «О совместном обеспечении региональной безопасности в военной сфере». В 1998 году утверждена Концепция совместной оборонной политики, в которой были определены состав, основы планирования, применения, управления и обеспечения контингента. В объединение, согласно договоренностям 1999 года, вошла вся белорусская армия и российские части в Калининградской области и тогда существовавшем Московском военном округе. Практической реализацией принимаемых совместных решений стала командно-штабная игра, прошедшая в октябре 2000 года на базе Академии Генштаба РФ, в ходе которой отрабатывались вопросы применения Объединённой российско-белорусской группировки.
Важным шагом по укреплению оборонного потенциала Союзного государства стало появление в 2009 году Единой региональной системы ПВО. С того времени ежегодно проводились тактические учения подразделений ВВС и войск ПВО Беларуси с боевой стрельбой на российских полигонах, одним из направлений взаимодействия является несение совместного боевого дежурства. За весь период совместной работы проведена серия учений и тренировок, в ходе которых решены задачи оперативной совместимости белорусского и российского элементов РГВ, определён оптимальный боевой состав группировки, созданы все обеспечивающие системы.
Аспекты взаимодействия армий двух государств отрабатывались на учениях «Запад», «Щит Союза», «Щит Отечества», «Взаимодействие». Власти ежегодно принимали планы совместных мероприятий по обеспечению функционирования группировки, превратив её в главный военный инструмент Союзного государства по обеспечению обороны. На 2016 год в ней в полном составе числились ВС РБ и 20-я российская армия Западного военного округа.

## Ситуация
После 2014 года, в свете российско-украинского кризиса, произошло взаимное наращивание активности НАТО на территории Польши и Прибалтики и России на территории Западного военного округа и Белоруссии.

В феврале 2022 года Республика Беларусь стала плацдармом для вторжения на Украину, в частности, для операций на киевском направлении, с которого весной произошло отступление российских войск. На конец июня в стране оставались порядка 1,5 тысячи бойцов ВС РФ (по данным представителя Главного управления разведки украинского МО Вадима Скибицкого). Часть из них была затем переброшена на Донбасс. На белорусской территории дислоцировался воздушный компонент, противовоздушная оборона, подразделения специального назначения и ракетных войск. Имелась там и немало техники. Она использовалась для ударов по Украине (периодически россияне совершали ракетные и авиационные атаки на позиции противника). Скибицкий уточнил:
Речь идет о самолётах Су-34, Су-30 – которые применяют, в том числе, с территории Беларуси против наших северных районов для запуска ракет «воздух – земля». Остаётся один дивизион ракетного комплекса «Искандер», периодически выдвигаемый к границе с Украиной. В начале войны именно они наносили удары по нашей территории. То есть, есть вероятность их применения против Украины. И третье – это компонент противовоздушной обороны. Ещё до начала войны были развернуты комплексы С-400, заходили С-300.

В связи с этим на белорусско-украинской границе сложилась напряжённая ситуация. С украинской стороны к пограничью стянули силы в 25 тысяч комбатантов из ВСУ и других военизированных формирований. Военный эксперт Юрий Кнутов о положении в регионе отметил:
Украина убрала со своей стороны пограничников. Там теперь размещены 15 тысяч военнослужащих территориальной обороны, которые ведут себя крайне вызывающе. Периодически стреляют в сторону Белоруссии из автоматов. Когда появляются белорусские пограничники, они стреляют вверх над их головами. Проведено минирование вдоль границы, взорваны мосты.
В данном районе белорусы практически не имели военных сил. Соответственно, были приняты меры и переброшены войска, например, с северо-западного оперативно-тактического командования. Попутно на западных рубежах произошло очередное усиление альянса НАТО. Беспокойство для белорусско-российского руководства вызывала активная милитаризация Польши: в частности, на её территории находились 25 тыс. американских военнослужащих; две трети cухопутных войск Польши собраны именно у границ Белоруссии и Калининградской области. Со слов полковника запаса, профессора Академии военных наук РФ Александра Тиханского, такие действия «ведут к эскалации на этом участке границы Союзного государства, поскольку нарушают баланс сил».

## Контингент
С сентября 2022 года белорусские части ВВС и ПВО совместно с российскими подразделениями ВКС и ПВО взяли под охрану воздушные границы Союзного государства. На белорусской территории открыты два центра совместной боевой подготовки ВВС и войск ПВО. Над Республикой с боевой нагрузкой под прикрытием её авиации вылетали российские ракетоносцы Ту-22М3 и Ту-160.
10 октября президент Белоруссии Александр Лукашенко объявил о создании Региональной группировки войск на основе белорусских вооружённых сил. Уже 15-го первые эшелоны с российскими военными прибыли в Республику. 17 октября министр обороны Виктор Хренин сообщил, что объединение приступило к выполнению задач по вооружённой защите. В сухопутную составляющую включены танковые, артиллерийские, мотострелковые и другие подразделения. Было принято решение о размещении российских истребителей МиГ-31, способных нести гиперзвуковые ракеты «Кинжал», и истребителей-бомбардировщиков Су-30СМ.
По данным Минобороны Белоруссии, с октября в состав РГВ на территории страны размещены около 9 тысяч российских военнослужащих (до 170 танков, до 200 боевых бронированных машин и до 100 орудий), представленные преимущественно танковыми подразделениями и ВДВ. Согласно плану, общая численность объединения должна была составить 30 000 человек, по 15 тысяч от каждого государства. Однако ВС Белоруссии включили в РГВ в полном составе. По заявлению Лукашенко, на тот момент их численность составляла 70 000 человек. Страна имела возможность мобилизировать до 500 тысяч человек, включая порядка 120 тысяч бойцов белорусской теробороны. На вооружении числились порядка 1600 танков (эксплуатировались более 600, остальные на хранении), 2500 бронемашин (действующих 886 БМП и 192 БТР), 1500 артиллерийских систем.
К концу ноября состоялись разного рода учения, в том числе с боевой стрельбой и пусками зенитных управляемых ракет, прошли тактико-специальные занятия, отработаны вопросы инженерного оборудования районов и рубежей, организации связи и охранения. Основные силы поставлены на прикрытие границы с украинского и польского направлений.

## Командование
По состоянию на март 2023 года командующим российским контингентом в Белоруссии был генерал Александр Матовников.

## Аналитика
На фоне развёртывания группировки в белорусских и других СМИ поднялось обсуждение вероятности нового российского наступления на Украину со стороны Белоруссии, в том числе с непосредственным участием белорусской армии. Медиа говорили о возможной мобилизации. Однако политолог и аналитик Артём Шрайбман подверг данную информацию сомнению, так как для президента Лукашенко на то куда меньше причин, чем было в начале вторжения. Вступление страны в войну, как уверял эксперт, чревато разгромом самых боеспособных белорусских войск. Плюс ко всему, ссылаясь на телефонные и онлайн-опросы, Шрайбман акцентировал внимание на нежелание общества участвовать в конфликте. Причину развёртывание РГВ он видел именно в угрозе для правительства Лукашенко, поскольку белорусская оппозиция активно милитаризируется на фоне российско-украинских событий. В связи с этим действующая власть опасается военных и диверсионных атак.
Военный эксперт Вадим Козюлин не исключал, что армия Белоруссии официально вмешается в войну в Украине. В свою очередь, как отмечал экономический и военный обозреватель Александр Алесин, создание контингента не направлено против Украины, поскольку это зеркальный ответ на действия блока НАТО, который развернул свои силы в Польше и Балтии. РГВ призвана предостерегать альянс от необдуманных шагов, демонстрируя серьёзность Союзного государства. Алесин главным противником для белорусской армии назвал Польшу. Также он не отбросил возможность защиты от украинских диверсионно-разведывательных групп, ведь «Киев давно считает Беларусь союзницей России в этом конфликте, потому что мы предоставляем россиянам свою военную инфраструктуру и территорию».
Отдельные официальные лица Украины высказывали опасения по поводу возможности вступления армии Республики в войну на северной границе. В частности, советник главы офиса президента Владимира Зеленского Алексей Арестович рассказывал, что в стране началась «частичная скрытая мобилизация». Тем не менее, по его словам, вероятность прямого участия белорусской армии в конфликте, хотя и не нулевая, но весьма низкая. Подобного мнения придерживались также аналитики Института изучения войны (ISW).
Как сообщено 17 октября на информационном брифинге Пентагона по ситуации в Украине, США не видят каких-либо факторов, указывающих на то, что региональная группировка войск может оказать какое-то влияние на конфликт.